# Acid gadoxetic
Acid Gadoxetic là một gadolinium - dựa trên tác nhân tương phản của MRI. Muối của nó - gadoxetate disodium được gọi là Primovist tại thị trường châu Âu và Eovist tại Hoa Kỳ bởi Bayer HealthCare Pharmaceuticals.